# Рид, Джон Хэтэуэй
Джон Хэтэуэй Рид (англ. John Hathaway Reed; 5 января 1921, Форт-Фэрфилд — 31 октября 2012, Вашингтон) — американский политик-республиканец, 67-й губернатор штата Мэн.

## Биография
Рид родился в Форт-Фэрфилд, Мэн. В 1942 году окончил Университет Мэна. Вскоре был призван в ВМС.
В 1954 году выставил свою кандидатуру на выборах в Палату представителей Мэна. В 1955 году избран в Сенат Мэна. В 1958 году занял пост председателя Сената, который является первым в линии наследования губернаторских полномочий. После смерти губернатора Клинтона Клосона Рид занял его пост, чтобы закончить срок. Переизбран в 1962 году. На выборах 1966 года был побеждён демократом Кеннетом Кёртисом.
Рид являлся убежденным сторонником войны во Вьетнаме. Входил в окружение президента Линдона Джонсона, который в 1966 году назначил его членом Национального совета по безопасности транспорта. В 1976—1977 и 1982—1985 годах был послом США в Шри-Ланке и Мальдивах.
Последние годы жизни Джон Хэтэуэй Рид проживал в Вашингтоне.